# Music on console
Music on console (zkráceně MOC) je svobodný přehrávač hudby s konzolovým rozhraním založeným na knihovně Ncurses. Je naprogramován v jazyce C, distribuován pod licencí GNU GPL a určen především pro Linux a jiné un*xové systémy. Jako výstupní zvukové systémy podporuje systémy ALSA, OSS i JACK.
Textové uživatelské rozhraní běží ve vlastním vlákně a uživatel má možnost vypnout je, přičemž pak program přehrává hudbu dál bez rozhraní, které pak lze spustit nezávisle znovu.
V rámci linuxových zvukových přehrávačů pro textový režim jsou jeho konkurenty cmus a mp3blaster.